# Inferencia inmediata
Una inferencia inmediata es una inferencia que puede ser hecha a partir de una afirmación o proposición. Por ejemplo, partiendo de la afirmación "Todos los sapos son verdes" podemos obtener la inferencia inmediata "Ningún sapo es no verde". Hay varias inferencias inmediatas que se pueden utilizar de forma válida en las operaciones lógicas, el resultado de estas es la forma de afirmación lógicamente equivalente a la afirmación dada. También existen inferencias inmediatas no válidas que son falacias silogísticas.

## Inferencias inmediatas válidas

### Conversión
- Dada una declaración de tipo E, a partir del orden tradicional de oposición, "Ningún S es P" se puede obtener la inferencia inmediata "Ningún P es S", que es la conversión de la declaración dada.
- Dada una declaración del tipo I, "Algún S es P", se puede obtener la inferencia inmediata "Algún P es S", que es la conversión de la afirmación dada.

### Oposición
- Dada una afirmación de tipo A, "Todo S es P", se puede obtener la inferencia inmediata "Ningún S es no P", que es la oposición de la afirmación dada.
- Dada una afirmación de tipo E, "Ningún S es P", se puede obtener la inferencia inmediata "Todo S es no P", que es la oposición de la afirmación dada.
- Dada una afirmación de tipo I, "Algún S es P", se puede obtener la inferencia inmediata "Algún S no es no P", que es la oposición de la afirmación dada.
- Dada una afirmación de tipo O, "Algún S no es P", se puede obtener la inferencia inmediata "Algún S es no P", que es la oposición de la afirmación dada.

### Contra positiva
- Dada una afirmación de tipo A, "Todo S es P.", se puede obtener la inferencia inmediata "Todo no P es no S", que es la contra positiva de la afirmación dada.
- Dada una afirmación de tipo O, "Algún S no es P.", se puede obtener la inferencia inmediata "Algún no P es no S", que es la contra positiva de la afirmación dada.

## Inferencias inmediatas inválidas
Los casos de aplicación incorrecta de las relaciones contrarias, subcontrarias y subalternación son falacias silogísticas llamadas contrario ilícito, subcontrario ilícito y subalternación ilícita. Los casos de aplicación incorrecta de la relación contraria son tan poco comunes, que generalmente no se reconoce una falacia "ilícita contradictoria".

### Ilícito contrario
- Es falso que todo A es B, por lo tanto, ningún A es B.
- Es falso que ningún A es B, por lo tanto, todo A es B.

### Ilícito sub contrario
- Algún A es B, por lo tanto, es falso que algún A es no B.
- Algún A es no B, por lo tanto, algún A es B.

### Sub alternación ilícita (Super Campeones)
- Algún A es no B, por lo tanto, ningún A es B.
- Es falso que todo A es B, por lo tanto, es falso que algún A es B.